# Waldyr Ramos Borges
Waldyr Ramos Borges (São Francisco de Assis, 13 de julho de 1915 — Montevidéu, 30 de junho de 1968) foi um advogado e ministro brasileiro.
Foi ministro interino da Fazenda de 16 a 20 de março de 1964, no Governo João Goulart.
Na segunda metade da década de 1930, enquanto membro da Federação dos Estudantes Universitários de Porto Alegre, publicou o estudo ‘Situação Econômica do Estudante’, propondo o lançamento de uma campanha no sentido da fundação de mais Casas do Estudante, já formadas em alguns Estados (Pernambuco, Ceará, Paraíba e Espírito Santo). Foi o primeiro presidente oficial da União Nacional dos Estudantes (UNE), eleito em 22 de dezembro de 1938, no II Congresso Nacional dos Estudantes, no Rio de Janeiro.
Borges morreu em Montevidéu, em um almoço na casa de Darcy Ribeiro e Berta Gleizer, na Rambla Republica del Perú, enquanto conversavam sobre a situação política brasileira junto ao ex-presidente da República, João Goulart, de quem era fiel amigo e procurador.
Teve um infarto fulminante ao final do almoço, enquanto bebia um café.

Seu corpo foi transladado ao Brasil depois de três dias e muitas dificuldades burocráticas.